# Fleuve noir
Fleuve noir és una pel·lícula de thriller francès coescrit i dirigit per Érick Zonca, estrenada el 2018.
Aquesta és l'adaptació de la novel·la israeliana Tik Ne'edar (Una desaparició inquietant) de Dror Mishani, publicada el 2011.

## Argument
Després de la desaparició del jove Dany Arnault, el comandant de la policia François Visconti, turmentat i alcohòlic, sospita de Yan Bellaile, el professor particular de francès del jove.

## Repartiment
- Vincent Cassel : Comandant François Visconti
- Romain Duris : Yan Bellaile, el professor de francès
- Sandrine Kiberlain: Solange Arnault
- Charles Berling: Marc, inspector de policia
- Élodie Bouchez: Lola Bellaile, la dona del professor
- Hafsia Herzi: Chérifa, col·lega de Visconti
- Jérôme Pouly: Raphaël Arnault
- Lauréna Thellier: Marie Arnault
- Sadek: col·lega de Visconti

## Producció
El paper de François Visconti l'havia d'interpretar inicialment Gérard Depardieu, que va deixar oficialment el rodatge al cap de tres dies, després de l'hospitalització. Per tant, Vincent Cassel és contractat per substituir Depardieu. Tanmateix, Sandrine Kiberlain declara que no va apreciar el rodatge i es nega a dir més. El periodista Patrick Cohen així com Nanarland declaren que Depardieu va abandonar el rodatge per l'ambient nociu, el periodista afegeix que Zonca té reputació de difícil. El director reconeix les discrepàncies però assegura que el rodatge ha anat bé i no entén les acusacions.

## Crítiques
Quan es va estrenar a França, el lloc Allociné va registrar una revisió de premsa mitjana de 2,6/5 i crítiques d'espectadors de 3/5.
La pel·lícula va ser criticada per la majoria dels mitjans de comunicació més importants: Le Monde resumeix «Fleuve noir acumula els tòpics del gènere, i Vincent Cassel sobreactua fins al grotesc»; Télérama publica una ressenya a favor/en contra:
| « | Grans actors per a una pel·lícula sobre la insalubre necessitat d'estimar. | » |

| « | Res funciona en aquest thriller ombrívol. Ni l'argument (increïble), ni el ritme (apàtic), ni l'histriònic (ridícul) dels seus protagonistes | » |

.
Els crítics de Le Masque et la Plume tenen l'opinió dividida encara que alguns d'ells tinguin paraules molt dures sobre la pel·lícula: «No hi ha res a salvar», «caricatura d'un thriller enganxós».
La pel·lícula està inclosa al repertori del lloc especialitzat Nanarland.

## Taquilla
Les dues primeres setmanes d'exposició no van permetre que la pel·lícula superés les 200.000 entrades, i finalment va acumular una mica menys de 300.000 entrades. La pel·lícula és, per tant, un fracàs comercial.